# Sīrāli
Sīrāli är en ort i Indien.   Den ligger i distriktet Harda och delstaten Madhya Pradesh, i den centrala delen av landet, 700 km söder om huvudstaden New Delhi. Sīrāli ligger 309 meter över havet och antalet invånare är 6 979.
Terrängen runt Sīrāli är platt. Runt Sīrāli är det ganska tätbefolkat, med 172 invånare per kvadratkilometer. Det finns inga andra samhällen i närheten. Trakten runt Sīrāli består till största delen av jordbruksmark.